# 1986-os magyar teniszbajnokság
Az 1986-os magyar teniszbajnokság a nyolcvanhetedik magyar bajnokság volt. A bajnokságot szeptember 7. és 14. között rendezték meg Budapesten, a Dózsa margitszigeti teniszstadionjában.

## Eredmények
| Versenyszám  | Arany                                         | Arany | Ezüst                                       | Ezüst | Bronz                                           | Bronz |
| ------------ | --------------------------------------------- | ----- | ------------------------------------------- | ----- | ----------------------------------------------- | ----- |
| Férfi egyéni | Markovits László Bp. Spartacus                |       | Csépai Ferenc MTK-VM                        |       | Lányi András MTK-VM                             |       |
| Női egyéni   | Bartos Csilla Bp. Spartacus                   |       | Búza Lilla Újpesti Dózsa                    |       | Csurgó Virág Bp. Spartacus                      |       |
| Férfi páros  | Csépai Ferenc, Lázár Vilmos MTK-VM            |       | Markovits László, Köves Gábor Bp. Spartacus |       | dr. Zsiga László, Zentai Ferenc Újpesti Dózsa   |       |
| Női páros    | Rózsavölgyi Éva, Kowaczics Rita Újpesti Dózsa |       | Szikszay Réka, Guba Ildikó Bp. Spartacus    |       | Búza Lilla, Darvas Katalin Újpesti Dózsa        |       |
| Vegyes páros | Kiss Sándor, Szikszay Réka Bp. Spartacus      |       | Markovits László, Guba Ildikó Bp. Spartacus |       | dr. Zsiga László, Rózsavölgyi Éva Újpesti Dózsa |       |